# Řeka kouzelníků
Řeka kouzelníků (1956) je dobrodružný román pro mládež českého spisovatele  a cestovatele Ladislava Mikeše Pařízka. Pro námět svého románu využil autor poznatky ze svých četných cest po Africe.

## Obsah románu
Román se odehrává Belgickém Kongu, v tajemném kraji kolem soutoku řek Mbomu, Bili a Uele, tam kde vzniká řeka Ubangi. Hlavní dějovou zápletku tvoří pronásledování dvou bělochů, belgického obchodníka Van Berga a francouzského učitele Jana Mortiera, koloniálními belgickými úřady. Zvláště Jan Mortier byl pro úředníky obzvláště nebezpečným, protože chodil po domorodých vesnicích a burcoval lid a byl proto propuštěn ze státních služeb. Oba běloši jsou ukrýváni pokrokovým černošským obyvatelstvem, které se vymaňuje z pout místních kouzelníků, kteří jej po dlouhá léta zastrašovali a udržovali tak v poslušnosti.